# Wonder Woman 1984
Wonder Woman 1984 är en amerikansk superhjältefilm från 2020 som är baserad på DC Comics seriefigur Wonder Woman. Filmen är regisserad av Patty Jenkins, som även skrivit manus tillsammans med Dave Callaham och Geoff Johns. Det är uppföljaren till Wonder Woman (2017) och den nionde delen i DC Extended Universe (DCEU).
Filmen hade premiär den 25 december 2020 i USA och 3 februari 2021 i Sverige. Filmen är utgiven av Warner Bros.

## Rollista (i urval)
- Gal Gadot – Diana Prince / Wonder Woman
- Chris Pine – Steve Trevor
- Kristen Wiig – Barbara Minerva / Cheetah
- Pedro Pascal – Maxwell Lord
- Robin Wright – Antiope
- Connie Nielsen – Hippolyta
- Lilly Aspell – Unga Diana
- Amr Waked – Emir Said Bin Abydos
- Lynda Carter – Asteria

## Lansering
Wonder Woman 1984 släpptes i USA den 25 december 2020. Filmen tillkännagavs ursprungligen för släpp den 13 december 2019 innan det flyttades upp till 1 november 2019, som sedan flyttades till 5 juni 2020.
Liksom den föregående Wonder Woman-filmen visades den inte i Libanon på grund av Gadots bakgrund som israelisk soldat.